# Dayus euryphaessus
Dayus euryphaessus är en insektsart som först beskrevs av George Willis Kirkaldy 1907.  Dayus euryphaessus ingår i släktet Dayus och familjen dvärgstritar.
Artens utbredningsområde är Fiji. Inga underarter finns listade i Catalogue of Life.